# Juin 1701

## Évènements

### Angleterre
- 24 juin : sanction royale de l'Acte d'établissement.

### France
- 4 juin : première des Trois Gascons de Antoine Houdar de La Motte à la Comédie-Française
- 22 juin : victoire de Charles XII de Suède à Riga sur Pierre Ier de Russie et Auguste II de Pologne.

### Île Bourbon
- 12 juin : Jean-Baptiste de Villiers devient gouverneur de l'île Bourbon.

### Inde
- Mukhtiyar Khan, fils de Iftikhar Khan, gouverneur de Malwa, marche sur Rampura pour  capturer Gopal Singh, qui a fui vers Mewar.

### Livonie
- 17 juin : Charles XII de Suède vainc Auguste II de Pologne à Riga. Après le retrait des Polonais et de leurs alliés saxons, la Pologne est envahie.

### Nouvelle-France
- 5-24 juin : Antoine Laumet, accompagné d'une centaine de colons, part de Montréal dans l'intention de fonder une nouvelle implantation, Détroit.

## Naissances et décès
- 2 juin : décès de Madeleine de Scudéry, femmes de lettres française.
- 9 juin : décès de Philippe de France, frère de Louis XIV de France.
- 18 juin : décès d'Oliger Jacobaeus, naturaliste danois.
- 30 juin : décès de François-Saturnin Lascaris d'Urfé, prêtre de Saint-Sulpice français.